# أديج-كابل (قراتشاي - تشيركيسيا)
أديج-كابل (بالروسية: Адыге-Хабль) هي مدينة في مقاطعة قراتشاي - تشيركيسيا في روسيا.